# Patrice de Mac-Mahon
Marie Esme Patrice Maurice, Conde de Mac-Mahon, Duque de Magenta (Sully, 13 de junho de 1808 – Montcresson, 17 de outubro de 1893) foi um militar e político francês que alcançou a patente de Marechal e foi o Presidente da França de 1873 até 1879 na Terceira República Francesa.

## Carreira
Sai de Saint-Cyr (1827) e participa nas campanhas da Argélia. Legitimista por natureza, serve lealmente os diferentes regimes, distinguindo-se durante as guerras da Criméia (tomada de Malakoff - 8 de Setembro de 1855) e da Itália (vitória de Magenta). Após a vitória de Magenta (4 de Junho de 1859), recebe a patente de marechal e o título de duque.
Foi governador-geral da Argélia de 1864 a 1870, onde foi encarregado de aplicar a política do "reino árabe". Na guerra de 1870, foi colocado à cabeça do primeiro corpo da armada do Reno, tendo sido esmagado pela superioridade numérica das forças inimigas em Wissembourg (4 de Agosto) e em Froeschwiller (6 de Agosto). Após ter organizado o seu exército, o governo impõe-lhe que vá em socorro de Bazaine, sendo cercado em Sedan (1 de Setembro), onde foi ferido e feito prisioneiro. Mac-Mahon acaba por ser libertado a pedido de Thiers, que lhe confia o exército de Versalhes contra a Comuna.
Apesar de monarquista, aceitou a presidência da República (1873), esperando que as condições para a Restauração fossem realizadas. As eleições de 20 de Fevereiro de 1876 elegeram uma maioria republicana, tendo Mac-Mahon aceite os presidentes do Conselho eleitos. A Assembleia é dissolvida em 25 de Junho de 1877 e o governo prepara novas eleições. Estas dão a maioria ao republicanos (Outubro de 1877). O marechal acaba por renunciar em 1879 devido a problemas com o governo.
A Constituição de 1875, três leis orgânicas adotadas nesse ano, restringiu a influência do Presidente em assuntos internos, embora a mantivesse em temas exteriores. Seus atos deviam ser subscritos por um membro do gabinete.
Enquanto presidente de França, Mac-Mahon decidiu em 24 de julho de 1875 a favor de Portugal numa disputa com a Grã-Bretanha relativamente à posse da região sul de Moçambique.